# FSV Sömmerda
Der Fußballsportverein Sömmerda ist ein Sportverein in der nordwestthüringischen Stadt Sömmerda.

## Geschichte

### Gründung der Betriebssportgemeinschaft Motor
1911 gründeten die Sportfreunde Rohrmann und Hahn, mit ballsportbegeisterten Sömmerdaern, den „Verein für Bewegungsspiele“ (VfB) Sömmerda, der Mitglied im „Verband Mitteldeutscher Ball-Spielvereine“ war. Nach dem Zweiten Weltkrieg wurden auf Betreiben der sowjetischen Besatzungsmacht alle Vereine, auch die Sportvereine verboten. Dies betraf auch den VfB Sömmerda in der nahe Erfurt gelegenen Industriestadt. Ab 1946 durfte Wettkampfsport nur regional begrenzt in locker organisierten Sportgruppen betrieben werden. Ehemalige VfB-Mitglieder gründeten daraufhin 1946 die Sportgemeinschaft Sömmerda. 1948 erreichte die Fußballmannschaft der SG das Halbfinale der Thüringen-Meisterschaft und qualifizierte sich damit für die 1. Ostzonenmeisterschaft. Dort unterlag die Mannschaft bereits in der Ausscheidungsrunde gegen den Sachsen-Anhalt-Vertreter Sportfreunde Burg. Mit Beginn der Spielzeit 1948/49 übernahm das in Sömmerda ansässige Maschinenwerk Rheinmetall die Förderung der Sportgemeinschaft, die nun unter dem Namen SG Rheinmetall auftrat. Bis zur Auflösung der ostdeutschen Länder zugunsten neuer DDR-Bezirke spielte die Fußballmannschaft in der Landesklasse bzw. Landesliga Thüringen, ab 1952/53 in der Bezirksliga Erfurt. Bereits 1950 erfolgte die Umwandlung der Sportgemeinschaft nach dem neuen DDR-Sportsystem in eine Betriebssportgemeinschaft (BSG), die den Namen „Mechanik“, ab 1951 „Motor“ führte.

Logohistorie
V.f.B. Sömmerda (1911–1945)
BSG Motor (1951–1971)
BSG Zentronik (1972–1977)
BSG robotron (1978–1990)
FSV robotron (1990)

### Fußball in der DDR
Nach den Platzierungen 2, 8 und 3 in der Bezirksliga wurde die BSG 1956 Bezirksmeister und Sieger der Aufstiegsrunde zur drittklassigen II. DDR-Liga. Im ersten Jahr der neuen Liga kam die Sömmerdaer in dem 14er-Feld ihrer Staffel auf den 11. Platz und stellten mit dem späteren Oberligaspieler von Turbine Erfurt Erwin Seifert den Staffel-Torschützenkönig mit 15 Treffern. Nach einem 3. und einem weiteren 11. Platz wurde die Motor-Mannschaft in der Saison 1960 nur Tabellenletzter und musste zurück in die Bezirksliga. Wegen der Auflösung der II. DDR-Liga reichte 1963 ein 10. Platz in der Bezirksliga nicht mehr aus, sodass ein weiterer Abstieg hingenommen werden musste. 1964 gelang wieder der Aufstieg in die Bezirksliga, nach der neuen Ligeneinteilung nun drittklassig. Hier reichte es fünf Jahre lang nur zu Plätzen im Mittelfeld, ehe 1970 wieder die Bezirksmeisterschaft erkämpft werden konnte. In der anschließenden Aufstiegsrunde zur DDR-Liga reichte es aber nur zum 5. Platz, daher musste auch die Saison 1970/71 in der Bezirksliga verbracht werden. Nach der erneuten Bezirksmeisterschaft qualifizierte sich die Mannschaft sofort für die DDR-Liga, da diese inzwischen auf fünf Staffeln aufgestockt worden war. In die neue Spielzeit startete die Mannschaft unter dem neuen Trainer Helmut Nordhaus und mit dem neuen Namen BSG Zentronik, entsprechend der neuen Bezeichnung des Trägerbetriebes. Da inzwischen ein Kooperationsabkommen mit dem benachbarten Oberligisten Rot-Weiß Erfurt abgeschlossen worden war, kamen erfahrene Oberligaspieler nach Sömmerda (z. B. Rainer Knobloch, Horst Kiesewetter, Gerd Stieler), die hier ihre Karriere ausklingen ließen, der Mannschaft aber soviel Substanz verliehen, dass sie sich bis 1979 in der zweithöchsten Fußballklasse halten konnte. Mit diesen Spielern erreichte Sömmerda in der Saison 1975/76 mit Rang vier in der DDR-Liga ihre bis dahin beste Platzierung.
| Stammelf von Zentronik Sömmerda 1975/76 (im 1-3-3-3 System) |
| Hans Knobloch Rainer Knobloch Horst Kiesewetter, Jürgen Wagner, Siegfried Rodowski Harald Tentscher, Gerd Stieler, Otto Hollenbach Gerd Krause, Walter Heintz, Reinhard Schreiber |

Mit einem vorletzten Platz am Ende der Saison 1978/79 musste jedoch wieder der Gang in die Drittklassigkeit angetreten werden. 1978 war die BSG erneut umbenannt worden und trat nun als Robotron Sömmerda an. Es dauerte vier Jahre, bis sich Sömmerda 1983 als Bezirksmeister Erfurt wieder für die DDR-Liga qualifizieren konnte. Zu dieser Zeit bestand die zweithöchste Fußball-Liga aus fünf Staffeln zu je 12 Mannschaften, und so fiel es leicht, sich als Neuling mit Platz 4 zu behaupten. Diese Platzierung reichte auch aus, um sich für die auf zwei Staffeln reduzierte DDR-Liga 1984/85 zu qualifizieren. In dem neuen 18er-Feld reichte die Substanz allerdings nicht aus, und nach einem letzten Platz folgte der erneute Abstieg in die Bezirksliga. Die prompte Bezirksmeisterschaft führte 1986 nicht mehr automatisch in die DDR-Liga, vielmehr musste eine Aufstiegsrunde absolviert werden, in der Robotron als 3. scheiterte. Ein Jahr später machten es die Sömmerdaer besser und stiegen nach einem 2. Platz in der Aufstiegsrunde wieder in die DDR-Liga auf. Diesmal reichten die Kräfte aus, um bis zum Ende des DDR-Fußball-Spielbetriebes 1990 die Klasse zu halten.
In der „Ewigen Tabelle der DDR-Liga“ nimmt Zentronik Sömmerda Rang 42 ein.

## Namhafte BSG-Fußballspieler
Mehrere Fußballspieler spielten vor oder nach ihrer Zeit in Sömmerda bei verschiedenen Oberligamannschaften, Martin Busse und Wolfgang Benkert auch in der DDR-Nationalmannschaft:
| Name              | in Sömmerda | von / nach                                | Oberligaspiele                          |
| ----------------- | ----------- | ----------------------------------------- | --------------------------------------- |
| Uwe Becker        | 1988–1990   | von Rot-Weiß Erfurt                       | 88                                      |
| Ronald Hoch       | 1983–1991   | von Chemie Böhlen                         |                                         |
| Wolfgang Benkert  | 1987–1989   | von Sachsenring Zwickau                   | 269, 1 Länderspiel                      |
| Olaf Berschuk     | 1989        | von Rot-Weiß Erfurt                       | 97                                      |
| Peter Bojara      | 1969 ff     | von Rot-Weiß Erfurt                       | 48                                      |
| Martin Busse      | 1988–1990   | von Rot-Weiß Erfurt                       | 202, 3 Länderspiele                     |
| Horst Kiesewetter | 1974–1979   | von Rot-Weiß Erfurt                       | 43                                      |
| Hans-Jürgen Kinne | 1986–1990   | von Erfurt, vorher Lok und Chemie Leipzig | 177                                     |
| Rainer Knobloch   | 1970–1978   | von Erfurt bzw. Jena                      | 165                                     |
| Wilhelm Laslop    | 1977–1984   | von Rot-Weiß Erfurt                       | 98                                      |
| Thomas Linke      | 1977–1982   | zu Rot-Weiß Erfurt                        | 52, später Bundesliga, 42 DFB-Ländersp. |
| Michael Oevermann | 1988–1990   | von Rot-Weiß Erfurt                       | 76                                      |
| Jörg Schmidt      | –1982       | zu Rot-Weiß Erfurt                        | 43                                      |
| Erwin Seifert     | 1956–1960   | zu Turbine/RW Erfurt                      | 158                                     |
| Gerd Stieler      | 1975–1978   | früher Rot-Weiß Erfurt                    | 110                                     |
| Hubert Suchantke  | 1983–1984   | von Chemie Leipzig                        | 15                                      |
| Josef Vlay        | 1988–1990   | von Rot-Weiß Erfurt                       | 195                                     |
| Thomas Vogel      | 1984–1988   | nach Rot-Weiß Erfurt                      | 62                                      |

## FSV Sömmerda
Durch die einschneidenden Veränderungen des ostdeutschen Wirtschaftssystems infolge der politischen Wende von 1989 entfiel die finanzielle Förderung der Betriebssportgemeinschaft durch ihren bisherigen Trägerbetrieb. Daraufhin wurde 1990 noch in Anlehnung an den früheren Sponsor der Fußballsportverein Robotron Sömmerda gegründet, dessen Name schon kurze Zeit später in Soemtron geändert wurde. Nachdem das ehemalige Büromaschinenwerk endgültig liquidiert worden war, gab sich der Verein den heute noch geltenden Namen FSV Sömmerda.
Mit Aufnahme des DFB-Spielbetriebes in Ostdeutschland wurde der FSV 1990 in die zweite Spielklasse des Nordostdeutschen Fußballverbandes (NOFV-Liga) eingegliedert, musste jedoch schon 1992 nach einem 15. Platz in die Thüringenliga absteigen. Auch diese Spielklasse konnte nur bis 1994 gehalten werden, danach verschwanden die Sömmerdaer in den Niederungen des Thüringer Fußballs. Von 1998 bis 2009 spielte der FSV konstant in der Landesklasse Thüringen. 2009 stieg die Mannschaft in die Bezirksliga Staffel 6 ab, um im darauf folgenden Jahr den direkten Wiederaufstieg in die Landesklasse Thüringen, der 7. Liga im DFB-Spielbetrieb, zu feiern. In der Saison 2010/2011 konnte mit Platz 10 die Klasse gehalten werden. Zur Saison 2011/2012 wurde das Team auf einen Altersdurchschnitt von 23 Jahren verjüngt. Am Saisonende 2011/12 belegte der FSV den 11. Platz in der Landesklasse Nord.